# 石野誠三
石野 誠三（いしの せいぞう、1905年（明治38年） - 没年不明）は、日本の撮影技師、編集技師である。

## 人物・来歴
1905年（明治38年）に生まれる。
満14歳を迎える1919年（大正8年）、撮影見習いとして日活関西撮影所に入社する。1921年（大正10年）には日活を退社して、大阪の沢田順介のサワタ映画製作所に入社している。1924年（大正13年）、東亜マキノ等持院撮影所入社した。初任給は30円であったという。1925年（大正14年）には竜神虎彦監督の『何者?』前篇で撮影技師に昇進した。同年6月、牧野省三のマキノ・プロダクションが東亜キネマと分離し、御室撮影所を建設・開所するとマキノに移籍した。
移籍しての第1作は金森万象監督の『奇傑鬼鹿毛』で、同作以来、金森とのコンビを多く組んだ。大森伊八、三木稔（のちの三木滋人）とともに撮影部の重要なカメラマンとなる。1929年（昭和4年）に牧野の長男・マキノ正博（のちのマキノ雅弘）を所長に、名古屋に中部撮影所を建設・開所したときには、同所の現代劇部カメラマンに就任した。在籍中に女優の水谷蘭子と結婚した。
1931年（昭和6年）、マキノ・プロダクションが解散すると、大沢商会が製作した金森監督の『見よ! この先駆者を』という大阪の日本ゼネラル・モータースから受注した宣伝映画を撮影した。その後は大沢が設立したJ.O.スタヂオに移籍し編集技師に転向するが、翌1932年（昭和7年）、正映マキノキネマが設立されると同社に移籍した。
1941年（昭和16年）、満洲映画協会（満映）に入社、石野吉三郎と改名し、作業管理所技術班長、編集係主任を歴任した。同時期、『日満華競技大会』等のドキュメンタリー映画をマキノ出身のカメラマン大森伊八と組んで、監督している。第二次世界大戦終戦まで満映に在籍した。
戦後は、山口シネマに入社、日本中央競馬会の専属撮影技師としてパトロールフィルムの撮影を務めた。マキノ・プロダクションのOB会「マキノ旧友会」の設立に寄与した。それ以降の消息、死去時期などは不明である。

## フィルモグラフィ
特筆以外は編集技師として参加した。
- 『何者?』前篇 : 監督竜神虎彦、東亜マキノ等持院撮影所、1925年 - 後篇は橋本佐一呂撮影
- 『奇傑鬼鹿毛』第三篇 : 監督金森万象、1925年
- 『目明し佐吉の死』 : 監督勝見正義、1925年
- 『雄呂血』 : 監督二川文太郎、阪東妻三郎プロダクション、1925年
- 『真人間』 : 監督富沢進郎、1926年 - 撮影技術
- 『喧嘩日記』 : 監督井上金太郎、1926年
- 『走馬燈』 : 監督沼田紅緑、1926年
- 『花嵐』 : 監督村田正雄、1926年
- 『祇園情話 春雨草紙 千代香の巻』 : 監督金森万象、1926年
- 『紅塵に蠢く人々』 : 監督金森万象、1926年
- 『仇討商売』前篇・後篇 : 監督曾根純三、1926年
- 『砕かれた人形』 : 監督曾根純三、1926年
- 『正剣邪剣』前後篇 : 監督金森万象、1926年
- 『成り上り者』 : 監督金森万象、1927年
- 『狼火』 : 監督金森万象、1927年
- 『剣は鳴る』前篇 : 監督金森万象、1927年
- 『青春』 : 監督金森万象、1927年
- 『矢衾』 : 監督金森万象、1927年
- 『砂絵呪縛』第一篇・第二篇・終篇 : 監督金森万象、1927年
- 『黒怪流星』 : 監督富沢進郎、1927年
- 『妖婦』 : 監督マキノ正博、1927年
- 『神州天馬侠』第一篇・第二篇 : 監督曾根純三、1928年
- 『返り討以上』 : 監督金森万象、1928年
- 『燃ゆる花片』 : 監督マキノ正博、マキノ・プロダクション中部撮影所、1928年
- 『雪の夜話』 : 監督井上金太郎、1928年
- 『嵐』 : 監督金森万象、1928年
- 『敵討制度』 : 監督金森万象、1928年
- 『天明果報談』 : 監督金森万象、1928年
- 『佐平次捕物帖 謎』後篇 : 監督金森万象、1928年
- 『骨肉』 : 監督二川文太郎、1928年
- 『親子鴉』 : 監督田村虚舟・根岸東一郎、1928年
- 『隼六剣士』前篇・後篇 : 監督金森万象、1929年
- 『スキー行進曲』 : 監督三上良二、1929年
- 『大化新政』 : 総監督マキノ省三、1929年
- 『破軍星』前後篇 : 監督吉野二郎、1929年
- 『女定九郎』 : 監督吉野二郎、1929年
- 『弥次喜多』第二篇 : 監督金森万象、1929年
- 『弥次喜多』第三篇 : 監督マキノ正博、1929年
- 『毛綱』 : 監督吉野二郎、1929年
- 『夜討曽我』 : 監督並木鏡太郎、1929年
- 『短銃と宝石』 : 監督川浪良太、1929年
- 『侠艶録』 : 監督吉野二郎、1929年
- 『荒木又右衛門』全五篇 : 総監督マキノ省三、1929年
- 『早慶戦時代』 : 監督川浪良太、1929年
- 『彦左漫遊記』 : 監督吉野二郎、1929年
- 『露路裏の鼠賊』 : 監督金森万象、1929年
- 『花暦三人吉三』 : 監督吉野二郎、1930年
- 『変幻女六部』 : 監督吉野二郎、1930年
- 『かげろう噺』 : 監督並木鏡太郎、1930年
- 『盲目の弟』 : 監督二川文太郎、1930年
- 『怪談累ヶ淵』 : 監督二川文太郎、1930年
- 『侠艶三人女 お葉の巻・お良の巻・幾松の巻』 : 監督中島宝三・根岸東一郎・金森万象・マキノ正博、1930年
- 『破恋痴外道』 : 監督二川文太郎、1930年
- 『処女爪占師』 : 監督吉野二郎、1931年
- 『昭和人情噺』 : 監督吉野二郎、1931年
- 『京小唄柳さくら』 : 監督金森万象、1931年
- 『仇討兄弟鑑』 : 監督後藤岱山、正映マキノキネマ・大衆文芸映画社 / 国際映画社、1932年
- 『武人の妻』 : 監督三上良二・柏木一雄、マキノ商会 / 映音商会、1932年
- 『見よ! この先駆者を』 : 監督金森万象、大沢商会、提供日本ゼネラル・モータース、1933年
- 『荒木又右衛門 天下の伊賀越』 : 監督勝見庸太郎、撮影円谷英二・河崎喜久三、太秦発声映画、1934年 - 編集
- 『夜の鳩』 : 監督石田民三、撮影玉井正夫、J.O.スタヂオ、1937年 - 編集
- 『南国太平記』 : 監督並木鏡太郎、撮影玉川正夫・安本淳、J.O.スタヂオ、1937年 - 編集
- 『日満華競技大会』 : 撮影大森伊八、1939年 - 監督
- 『皇帝巡狩』 : 撮影大森伊八、1940年 - 監督
- 『緑化運動』 : 日本語・満州語映画、1940年 - 編集
- 『満州の四季』 : 構成坪井与、1941年 - 編集
- 『建国満州』 : 撮影成松康夫、満州国総務庁弘報処、1942年 - 監督

## 註
1. 1 2 3 4 5 6 7 8 9 10 11 12 13 14 15 16  「菅家紅葉氏談話」（PDF：3.77MB） - 立命館大学、p.17, 2020年（令和2年）10月4日閲覧。
2. ↑  「菅家紅葉氏談話」, p.24.
3. 1 2  「菅家紅葉氏談話」, p.28.
4. ↑  啓民映画作品データベース [リンク切れ] - m-omura.com/masa, 2020年（令和2年）10月4日閲覧。
5. ↑  「菅家紅葉氏談話」, p.6.